# Kunstpreis der Großen Kreisstadt Radebeul
Die Große Kreisstadt Radebeul verleiht den Kunstpreis der Großen Kreisstadt Radebeul jährlich an einen oder zwei Künstler, Ensembles oder Kunstförderer beziehungsweise Kunstorganisatoren mit anerkannter Wirkung in den folgenden Genres:
- Bildende Kunst
- Darstellende Kunst
- Medienkunst
- Musik
- Literatur

Dabei müssen „[d]ie auszuzeichnenden Personen oder Ensembles […] in Radebeul ihren Lebens- oder Schaffensschwerpunkt haben oder Schöpfer bzw. Beförderer von Werken sein, die für Radebeul von künstlerischer Bedeutung sind“. Die Auszeichnung dient der „Pflege und Förderung von Leistungen zeitgenössischer Kunst“ in einer Region, die als Lößnitz bereits seit Jahrhunderten Wirkungs- und Wohnstätte zahlreicher Kunstschaffender ist.
Der seit 1998 vergebene Preis besteht aus einer Bronze-Plastik der in Radebeul und Jena ansässigen Bildhauerin Gabriele Reinemer mit einer Urkunde, begleitet von einer Dotierung in Höhe von 2.500 Euro. Er wurde zwischen 1998 und 2013 (mit einer Ausnahme) jährlich durch den Oberbürgermeister der Stadt Radebeul vergeben. Vorläufer war ein schon zu DDR-Zeiten in unregelmäßiger Folge vergebener städtischer Kunstpreis.
Im Jahr 2012 wurde der Preis auf Beschlussfassung der Jury ausgesetzt, da nach ihrer Meinung eine freie, unbeeinflusste und kränkungsfreie Auswahl nicht mehr möglich war und Schaden vom Preis, den Preisträgern und Kandidaten abgewendet werden sollte. Als Grund wurde angegeben, dass im Frühjahr 2012 eine der möglichen Preisträgerinnen öffentlich gemacht worden war.

## Preisträger
- 1998: Günter Schmitz († 2002), Maler und Grafiker
- 1998: Gunter Herrmann († 2019), Maler, Grafiker und Restaurator
- 1999: Tine Schulze-Gerlach († 2011), Schriftstellerin
- 1999: Detlef Reinemer, Bildhauer
- 2000: Werner Wittig († 2013), Maler und Grafiker
- 2000: Horst Mendelsohn († 2013), Schauspieler
- 2001: Siegfried Kurz, Dirigent und Komponist
- 2002: Claus Weidensdorfer († 2020), Maler und Grafiker
- 2002: Günter „Baby“ Sommer, Schlagzeuger und Komponist
- 2003: Friedrich-Wilhelm Junge († 2025), Schauspieler und Intendant
- 2004: Wolf-Eike Kuntsche, Bildhauer
- 2004: Hans-Bernhard Hoch, Kirchenmusikdirektor i. R.
- 2005: Bärbel Kuntsche, Malerin und Grafikerin
- 2005: Frank Junker, Kunst- und Kulturförderer, seinerzeit Vorstand für Produktionstechnik (KBA Planeta Radebeul)
- 2006: Herbert Graedtke, Schauspieler und Regisseur
- 2007: Peter Graf, Maler und Grafiker
- 2008: Reiner Feistel, Ballettdirektor und Choreograf
- 2009: Thomas Gerlach, Autor sowie Kunst- und Kulturförderer
- 2010: Heinrich Magirius († 2021), Kunsthistoriker und Landeskonservator a. D.
- 2011: Gottfried Reinhardt, Puppenspieler, Autor, Maler und Grafiker[2]
- 2011: Helmut Raeder, Künstlerischer Leiter der Radebeuler Karl-May-Festtage und des Internationalen Wandertheaterfestivals[2]
- 2013: Jörg Bernig, Schriftsteller
- 2016: Reinhard Zabka alias Richard von Gigantikow, Objektkünstler und Kunstinitiator des Lügenmuseums[3]
- 2018: Jens Kuhbandner, Verleger (Notschriften-Verlag), Autor und Kulturinitiator[4]
- 2020: Gottfried Trepte, Kirchenmusikdirektor der Lutherkirche[5]
- 2022: Lieselotte Finke-Poser[6]

Städtischer Kunstpreis:
- 1975: Walter Howard († 2005), Bildhauer
- 1983: Heinz Drache († 1989), Maler und Grafiker
- 1989: Gerlinde Queißer, Plastikerin